# Pseudosciara superba
Pseudosciara superba är en tvåvingeart som beskrevs av Edwards 1934. Pseudosciara superba ingår i släktet Pseudosciara och familjen sorgmyggor. Inga underarter finns listade i Catalogue of Life.